# Digue'm Sr. Charly
Digue'm Sr. Charly (títol original: Carbon Copy) és una pel·lícula estatunidenca de Michael Schultz estrenada el 1981. Aquesta pel·lícula ha estat doblada al català.

## Argument
Mentre perd treball, casa i família, un home de negocis descobreix que és el pare d'un adolescent negre.

## Repartiment
- George Segal: Walter Whitney
- Susan Saint James: Vivian Whitney
- Jack Warden: Nelson Longhurst
- Dick Martin: Victor Bard
- Denzel Washington: Roger Porter
- Paul Winfield: Bob Garvey
- Macon McCalman: Tubby Wederholt